# Havas Jon
Havas Jon (angolul Jon Snow, született Aegon Targaryen néven) szereplő George R. R. Martin amerikai író A tűz és jég dala című fantasy regénysorozatában, illetve annak televíziós adaptációjában, a Trónok harcában. Jon fontos nézőpontkarakter a könyvekben, a The New York Times szerint Martin egyik legjobban sikerült és legnépszerűbb alakja.
Jon az 1996-os Trónok harca című regényben szerepel először, mint Ned Starknak, Deres urának törvénytelen gyermeke. Az olvasók a könyvsorozat többi részében, a Királyok csatájában (1998) és a Kardok viharában (2000) is találkozhatnak Jonnal, a Varjak lakomájában (2005) csak rövid időre tűnik fel, de a Sárkányok táncában (2011) ismét fontos szereplővé válik.
A HBO Trónok harca című televíziós sorozatában Havas Jont Kit Harington alakítja (magyar szinkronhangja Czető Roland) 2016-ban Harington Primetime Emmy-jelölést kapott legjobb férfi mellékszereplő (drámasorozat) kategóriában. 2012-ben, 2017-ben és 2018-ban a színészt Szaturnusz-díjra jelölték, szintén legjobb mellékszereplőként. 2012-ben, 2014-ben, 2015-ben, 2016-ban, 2017-ben és 2018-ban a sorozat többi szereplőjével közösen Screen Actors Guild-jelölést kapott.

## A szereplő

### Áttekintés
A Trónok harca című regény alapján Havas Jon Eddard „Ned” Starknak, Deres urának tizennégy éves törvénytelen gyermeke, Robb, Sansa, Arya, Bran és Rickon Stark féltestvére. A szereplő a leírás szerint bár erős Stark-vonásokkal rendelkezik, sokban el is tér azoktól. Nyurga testalkata, hosszú arca, világos haja és szürke szemei vannak. Jonhoz – aki „Havas” vezetéknevet kapta (amely Északon a törvénytelen gyermekek gyakori megnevezése) – Ned felesége, Catelyn ridegen és megvetéssel viszonyul; az asszonyt elsősorban nem a hűtlenség ténye sérti, hanem hogy férje nem árulja el neki Jon anyjának kilétét és az egyetlen alkalommal, amikor Catelyn összeszedte a bátorságát és rákérdezett erre, Ned indulatosan ráförmedt. Catelyn úgy emlékszik vissza az esetre, hogy „együtt eltöltött éveik alatt ez volt az egyetlen alkalom, hogy Ned megijesztette őt.” Jon egyidős Robb-bal, és szoros viszonyban áll féltestvéreivel, különösen a magát szintén kívülállónak érző Aryával. Származása ellenére Ned is hasonlóképpen bánik Jonnal, mint törvényes gyermekeivel és nyilvánosan a fiának szólítja (amely dühíti Catelynt). Kívülállóként Jon megtanult önállónak lenni és gondoskodni önmagáról. Apjára példaképként tekint, de bántja, hogy az nem hajlandó elárulni neki édesanyja kilétét. A történet elején Jon örökbe fogad egy albínó rémfarkast, melyet Szellemnek nevez el. A regényekben később felfedezi, hogy rövid időre képes „belebújni” a farkas bőrébe és az ő szemszögéből látni dolgokat.
David Orr (The New York Times) úgy írja le Jont, mint „összetett, komoly és alapjában véve jóságos szereplő”. Törvényes gyermekeihez hasonlóan Ned Jont is arra tanítja, hogy legyen vezéregyéniség, önzetlen, kötelességtudó és becsületes. Ez a későbbiekben problémákat okoz Jonnak, amikor nehéz döntéseket kell meghoznia, például az Éjjeli Őrség tagjaként, majd parancsnokaként.
A 2011-es Sárkányok tánca több kritikájában megemlítették Jon, Daenerys Targaryen és Tyrion Lannister visszatérését, akiket a rajongók a leginkább hiányoltak az előző, Varjak lakomája című kötetből. A három szereplő a Sárkányok táncát megelőzően a 11 évvel korábban megjelent Kardok viharában tűnt fel utoljára. A Sárkányok táncában Jon parancsnokként olyan váratlan kihívásokkal néz szembe, mint a vadakkal kötött egyezséggel kapcsolatos nehézségek, a Vastrónt megszerezni akaró Stannis Baratheon követelései és az Őrségen belüli konfliktusok. A The New York Times megjegyzi, hogy „Jon irányítása Westeros legnagyobb reménysége, emiatt természetes, hogy a Sárkányok tánca során a szereplő végig fenyegető veszélyben van”. James Hibberd (Entertainment Weekly) Jon utolsó fejezetét a regényben „a rajongók elvárásai szempontjából kíméletlen”-nek nevezte. Hozzátette: „Eljutunk attól a totális hullámhegytől, amikor Jon lelkesítő beszédet mond azzal kapcsolatban, hogy szembe akar szállni a gonosz Ramsay Boltonnal, addig az abszolút mélypontig, hogy saját emberei fordulnak ellene”. Jon visszatérése az előkészületben lévő Tél szelei című regényben ezidáig bizonytalan.
Azzal kapcsolatban, mit tart Jon legnagyobb hibájának, Martin így felelt:

„Vajon hibák voltak ezek? Azt hiszem, azok voltak bizonyos értelemben, mert ahhoz vezettek, hogy Jon elveszítse az irányítást csapatának egy része felett. De talán mégis bölcs és szükséges döntések voltak ezek a királyság megvédése és a Mások által jelentett fenyegetés kezelése szempontjából. Én a történelem lelkes tanulmányozója vagyok, és a történelem során végig felmerül ez a kérdés, hogy mi a helyes döntés. Utólag visszatekintesz egy vesztes csatára és azt mondod: »Mekkora egy idióta volt a vesztes hadvezér«. Napóleon vajon zseni volt a megnyert csatái miatt? Vagy egy idióta, amiért veszített Waterloonál?... A kormányzás nehéz dolog, attól függetlenül, hogy valaki az Éjjeli Őrség parancsnoka vagy Anglia királya. Nehéz döntések ezek és mindegyiknek megvannak a következményei. Látjuk, ahogyan Jon próbálja irányítása alá vonni az Éjjeli Őrséget, valamint kezelni a vadakat és a Falon túli fenyegetést.”

### Származása
Jon anyjának kiléte a rajongói elméletek egyik kedvelt témája, 2006 márciusában – amikor Benioff és Weiss felkereste őt a regények televíziós adaptációjának elkészítésével kapcsolatban – George R. R. Martin is ezt a „feladványt” adta a későbbi producereknek. A népszerű rajongói elmélet szerint, mely a „R+L=J” („Rhaegar + Lyanna = Jon”) rövidítést kapta, Jon valójában Rhaegar Targaryennek és Ned húgának, Lyanna Starknak az eltitkolt gyermeke.
Annak ellenére, hogy a szereplőt Ned Stark törvénytelen fiaként mutatják be a regényekben, az olvasók közül sokan ezt megkérdőjelezték; David Orr szerint „Havas Jon mint a Stark-családfő törvénytelen fia tűnik fel, de nem biztos, hogy valóban Stark az apja”. Sean Bean, aki Nedet alakítja a HBO sorozatában, egy 2014-es interjúban (melyben – a többi szereplő visszaemlékezéseinek formájában történő – esetleges visszatéréséről kérdezték) elmondta: „Biztos, hogy van pár befejezetlen ügyem, amelyet meg kell oldani. Nyilvánvalóan nem én vagyok Havas Jon apja. És ezt előbb-utóbb nektek is meg kell tudnotok, nemde?”
A könyvsorozat első részében Ned visszaemlékszik a Jon születését megelőző eseményekre: évekkel korábban lovagi tornát rendeztek, ahol a tornát megnyerő Rhaegar saját felesége, a dorne-i hercegnő Elia Martell helyett Lyannának ajánlotta fel győzelmét és ajándékozta oda a szerelem és szépség királynője címet. Amikor Rhaegar és Lyanna később együtt eltűntek, a lány apja, Rickard, illetve legidősebb bátyja, Brandon Stark összeütközésbe került Rhaegar apjával, Aerys Targaryennel (az Őrült Királlyal) és követelték az „elrabolt” Lyanna visszatérését. Aerys ezért kivégeztette Rickardot és Brandont, kirobbantva Ned és barátja, Robert Baratheon (Viharvég ura és Lyanna jegyese) lázadását, mely megdöntötte Aerys uralkodását. Rhaegar a háború során egy párbajban életét vesztette Robert ellen. A dorne-i Öröm tornyát védő Királyi Testőrség legyőzése után Ned a toronyban egy vértől átitatott ágyban fekve talált rá a haldokló Lyannára. A lány nem sokkal azután meghalt, hogy megígértetett valamit Neddel. A háború megnyerését követően Ned visszatért Deresbe, ahová magával vitte a háború alatt született törvénytelen fiát, Jont.
A R+L=J elmélet szerint Rhaegar nem elrabolta Lyannát, hanem egymásba szerettek és együtt szöktek el. Az Öröm tornyában töltött egy évük során gyermekük született (Jon) és Lyanna a szülésbe halt bele. Ned azt állította, hogy a fiú az ő törvénytelen gyermeke, mert Lyannának tett ígéretéhez híven meg akarta védeni őt Roberttől, aki gyűlöletében az összes Targaryennel végezni akart, továbbá Jon mint trónkövetelő is az útjában állhatott volna.
A televíziós sorozat megerősítette ezt az elméletet. A hatodik évad záróepizódjában (Északi szelek) Bran Starknak újabb víziója támad a múlttal kapcsolatban, melyben a fiatal Ned találkozik haldokló húgával az Öröm tornyában. Lyanna a halálos ágyán megígérteti Neddel, hogy megóvja újszülött gyermekét, Jont. Bár Jon apjának nevét közvetlenül nem említik meg, az epizód után a HBO megjelentetett egy infografikát, amely szerint Rhaegar az apa. A sorozat hetedik évadjának utolsó részében (A sárkány és a farkas) Bran és Samwell Tarly beszélgetéséből és Bran víziójából kiderül, hogy Jon nem fattyú. Szülei még a születése előtt összeházasodtak, Jon eredeti neve Aegon Targaryen. Így törvényes Targaryen-utódként Jon a Vastrón jogos örököse.

## A szereplő története a könyvekben
Fogadj el tőlem egy tanácsot, fattyú... Soha ne feledd el, ki is vagy, mert a világ biztosan nem fogja! Tedd ezt az erősségeddé, s akkor sohasem lehet a gyengeséged. Viseld páncélként és sohasem használják majd arra, hogy ártsanak vele!

### Trónok harca

Az Éjjeli Őrség címere

Havas Jon a Trónok harca (1996) című könyvben tűnik fel először, amikor testvéreivel együtt elárvult rémfarkaskölyköket fogadnak örökbe. A regény elején megismerhetjük családi helyzetét: Jon Ned Starknak, Deres urának törvénytelen gyermeke, így származása miatt kívülállónak számít a Stark-családban, Ned felesége, Catelyn megveti őt. Mivel törvénytelen gyermekként nem örökölhet földet és nem házasodhat be egy nemesi családba, Jon úgy dönt, csatlakozik az Éjjeli Őrséghez. A Falnál a többiek eleinte ellenségesen fogadják a nemesi származása miatt felsőbbrendűként viselkedő Jont, de később szerez barátokat és megtanítja a többieket a kardforgatásra. Itt ismeri meg a nemesi származású, gyáva és kardforgatásban ügyetlen Samwell „Sam” Tarlyt, haragítja magára függetlenségével és az újoncok iránt mutatott bajtársiasságával a fegyvermester Alliser Thorne-t és kelti fel az Őrség parancsnokának, Jeor Mormontnak a figyelmét, aki intézőjéül választja és szárnyai alá veszi Jont (hogy felkészítse a parancsnokságra). Amikor Jon tudomást szerez apja kivégzéséről, dezertálni akar az Őrségből, hogy támogassa féltestvérét, Robb-ot, de társai meggyőzik, hogy maradjon hűséges az esküjéhez. Másnap este Jon megmenti Mormontot egy rátámadó élőhalottól. Mormont expedíciót szervez a Falon túlra, hogy többet megtudjanak az új ellenségről.

### Királyok csatája
Az 1998-as Királyok csatájában Mormont felfedezőkből álló csapatot vezet a Falon túlra, hogy megtalálják Jon eltűnt nagybátyját, Benjen Starkot, továbbá minél többet megtudjanak a vadak királyának, Mance Raydernek a szándékairól és a Másokról. Jon csapatát Félkezű Qhorin vezeti. Az utazás során Jon felfedez egy vadakból álló csapatot és túszul ejt egy vad lányt, Ygritte-t; habár azt a parancsot kapja, végezzen vele, ő szabadon engedi a lányt. Jont és Qhorint később vadak ejtik fogságba – Qhorin, akire egyébként is a biztos halál várna Mance kezei által, azt parancsolja Jonnak, hogy férkőzzön a vadak bizalmába és derítse ki terveiket, bármi áron. Jon úgy tesz, mintha megszegné az Őrségnek tett esküjét, és élet-halál harcot vív Qhorinnal. Rémfarkasa, Szellem segítségével Jon megöli az önfeláldozó Qhorint, és csatlakozik a vadakhoz.

### Kardok vihara
A 2000-ben megjelent Kardok viharában Jon elnyeri a vadak bizalmát és maguk közé fogadják. Megtudja, hogy Mance a Mások elől menekülve dél felé akar vonulni népével, és az Éjjeli Őrség sem állhat az útjába. Jont egyre inkább gyötri a belső vívódás, mert választania kell Ygritte szerelme és az Őrségben tett fogadalma között. Miután megmásszák a Falat Ygritte-tel és Óriásvész Tormunddal, Jon elszökik a vadak elől és figyelmezteti az Őrséget a közelgő támadásra. Sikeresen megvédik a Fekete Várat, az Őrség fő támaszpontját, a harc során Ygritte is életét veszti. A csata után Jont Thorne és Janos Slynt dezertálás vádjával letartóztatja, de Jonnak sikerül meggyőznie a bírákat hűségéről. Thorne elrendeli, hogy Jont békekötés ürügyén küldjék vissza a vadak közé, hogy megölje Mance-t, de a tervet keresztülhúzza Stannis Baratheon seregének váratlan megjelenése. Stannis csábító ajánlata ellenére (nemesi rangot és Deres urának címét kínálja Jonnak, ha cserébe elismeri királyául és támogatja Stannist) Jon hűséges marad az esküjéhez. Sam közbenjárásával Jont közfelkiáltással megválasztják az Éjjeli Őrség parancsnokának.

### Varjak lakomája
A 2005-ös Varjak lakomájában Jon elküldi Samet Fekete Várból Aemon mester és Mance újszülött gyermekének társaságában (akiket attól félt, hogy királyi származásuk miatt Melisandre, a vörös papnő emberáldozatául válhatnak). Samnek egy küldetést is ad: utazzon Óváros Fellegvárába, hogy mesterré válhasson és információkat gyűjtsön a Másokról, illetve idővel Aemon mester utódává válhasson.

### Sárkányok tánca
A könyvsorozat legújabb, 2011-es Sárkányok tánca című kötetében Jon sikeres tárgyalásokat folytat a vadakkal, és ígéretet tesz letelepítésükre a Faltól délre, illetve megengedi nekik a csatlakozást az Őrséghez is. Az Éjjeli Őrség több tagja azonban ellenzi az ősi ellenségeiknek számító vadakkal történő bármiféle egyezkedést. Jonnak nem csupán a vadak letelepítése és testvérei tiltakozása okoz nehézségeket, hanem Stannis is, aki saját trónszerzési céljaira akarja felhasználni a politikailag semlegesnek számító Éjjeli Őrséget. Amikor Jon megtudja, hogy húgát, Aryát feleségül adják a Derest uraló Ramsay Boltonhoz (és nem tudja, hogy a lány valójában nem Arya, hanem Jeyne Poole), Jon egy titkos küldetés keretein belül Deresbe küldi Mance-t, hogy megmentse a lányt. Közben Stannis is megindul Deres ostromára a seregeivel. Később Jon levelet kap Ramsaytől, aki azt állítja, hogy Stannis serege megsemmisült a csatában és Mance fogságba esett. Ramsay ultimátumot ad Jonnak: vagy kiadja az általa követelt személyeket (köztük a Deresből időközben megszökött „Aryát”) Ramsaynek vagy a Boltonok seregei a Falhoz vonulnak és végeznek Jonnal. Jon úgy dönt, elhagyja a Fekete Várat és maga végez Ramsayvel, de társai merényletet követnek el ellene, hogy ezáltal megőrizhessék az Őrség politikai semlegességét.
Jon szereplése az előkészületben lévő Tél szelei című regényben ezidáig kérdéses; amikor 2011-ben egy interjúban megkérdezték a szerzőt, hogy miért ölte meg Jont, Martin így válaszolt: „Ó, szóval azt gondolod, meghalt, ugye?”. Egy későbbi, Jon sorsára irányuló kérdésre, mely szerint Jon életben marad-e, Martin nevetve azt nyilatkozta: „ezt nem kommentálom”.

## Televíziós adaptáció

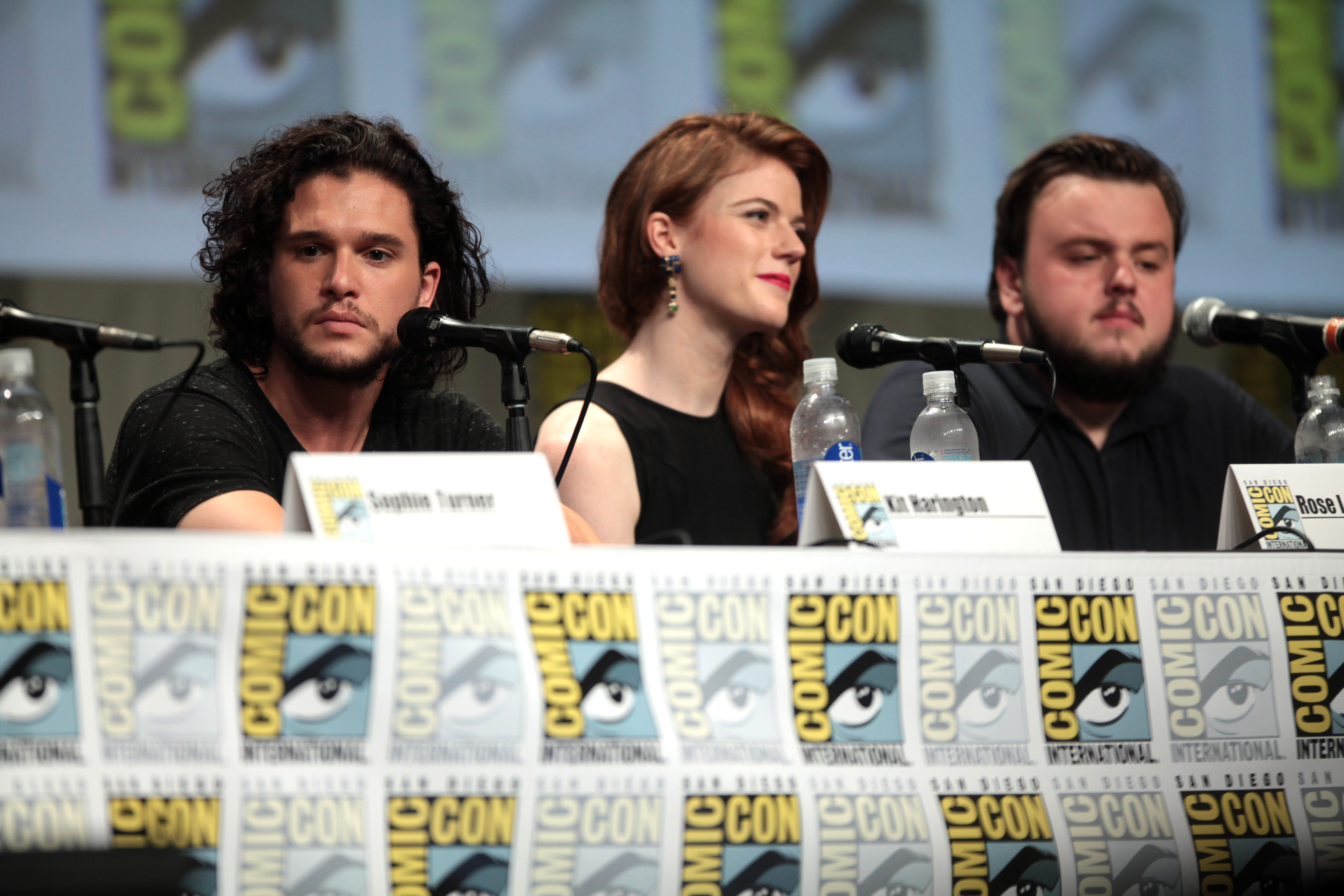
A sorozatbeli Havas Jont megformáló Kit Harington (balra) az Ygritte-t, valamint Sam-et alakító Rose Leslie, illetve John Bradley-West színészek társaságában.

2014-ben George R. R. Martin a Rolling Stone magazin interjújában elmesélte, hogy A tűz és jég dala képernyőre adaptálásával kapcsolatban elsőként azt a tanácsot kapta, hogy azonosítsa a sztori legfontosabb szereplőjét és fókuszáljon kizárólag annak a történetére: a két legnépszerűbb lehetőség Jon és Daenerys Targaryen alakja volt. Martin azonban nem akarta ilyen módon feláldozni a könyvek történetének legnagyobb részét. Amikor évekkel később a HBO adaptációjának próbaepizódját elkezdték legyártani, az egyik legelső szerep, melyhez színészt találtak, Joné volt: 2009 júliusában jelentették be, hogy Kit Harington alakíthatja a karaktert. Iwan Rheon szintén jelentkezett Jon szerepére, sikertelenül, ehelyett a harmadik évadtól Havas Ramsayt alakíthatta a sorozatban (aki később Jon egyik legádázabb ellenségévé válik). A sorozat több más szereplőjéhez hasonlóan a könyvekben eredetileg tizennégy éves Jont is pár évvel idősebbé tették és egy jóval idősebb színész alakítja.
A sorozat premierje után a TV Guide „mély érzésű szívtiprónak” nevezte Haringtont, az általa megformált szereplőt pedig olyasvalakinek, akit fiatalabb testvérei bálványoznak, és aki valamilyen „célt keresve” csatlakozik az Éjjeli Őrséghez. David Benioff és D. B. Weiss, a sorozat megalkotói és producerei megjegyezték, hogy „Havas Jon próbál becsületre méltóan élni, miközben tudja, hogy a becsület sokszor családtagjai életébe kerül”. A producerek szerint Jon az egyik olyan szereplő a sorozatban, akinek „kemény igazságokkal kell szembenéznie azzal a világgal kapcsolatban, amelyben él, és alkalmazkodnia kell ezekhez. A nehézség, amellyel ezeknek a szereplőknek szembe kell nézniük az, hogy hogyan alkalmazkodjanak, anélkül hogy elveszítenék addigi önmagukat”. Matt Fowler (IGN) 2013-ban azt írta, hogy habár Jon és Daenerys cselekményszála az első két évadban nagyon „elkülönült” a többiekétől, a harmadik évadban viszont „Jon teljes élethelyzete, most legelőször, beleilleszkedik a nagyobb egészbe”. Fowler hozzátette, hogy Jon „esküszegő románca Ygritte-tel nagymértékben felhevítette a történetet”.
Egy 2015-ös interjúban Benioff elmondta: „A probléma Jonnal az, hogy nem egy gyanakvó ember. Ez vele a gond, ugyanakkor az ok is, amiért szeretjük őt. Egy hős, de a hősök alapvetően nem gyanakvóak.” Weiss hozzátette: „Végső soron Jon az apja fia, olyan ember, aki túlságosan is becsületes és a helyes dolgot cselekszi, még ha személy szerint ez különösen veszélyes is önmagára nézve”. Az ötödik évad fináléjában (Az Anya kegyelme) Jont Alliser Thorne és az Őrség más tagjai (köztük a gyermek Olly, Jon pártfogoltja) halálra késelik, miután árulónak bélyegzik meg. Harington megerősítette a szereplő halálát, az Entertainment Weekly interjújában a következőket nyilatkozta: „Halott vagyok. Nem térek vissza a következő évadban”. A színész hozzátette: „Tetszett, hogy pont Ollyval ölettek meg, ahogyan az is, ahogyan a Thorne-nal kapcsolatos cselekményszálat összefoglalták”
Benioff az epizóddal kapcsolatban még megjegyezte:

„„Ez nyilvánvalóan egy nagy dolog, mármint Havas Jon halála. Olyasvalami, amelyen hosszú időn át gondolkodtunk, és hogy Alliser öli majd meg, ez eléggé olyan, hogy a rosszfiú végez a jófiúval. De aztán amikor Olly kezébe kerül a kés... Olly nem rosszfiú. Olly egy gyermek, aki túlságosan sok borzalommal találkozott túl hamar és meghoz egy döntést, amely valóban nagyon nehéz döntés a számára, de ugyanakkor érthető is, hogy mi viszi rá erre... Egyike azoknak a nagyszerű konfliktusoknak, amelyek miatt szeretjük a könyveket és ezt a sagát – végső soron ez nem a »jó kontra rossz« harca, hanem jó szándékú emberekről szól, akik konfliktusba keverednek egymással, mert nagyon eltérő világképpel rendelkeznek. Sajnos Havas Jon esetében ennek nem lett jó vége””

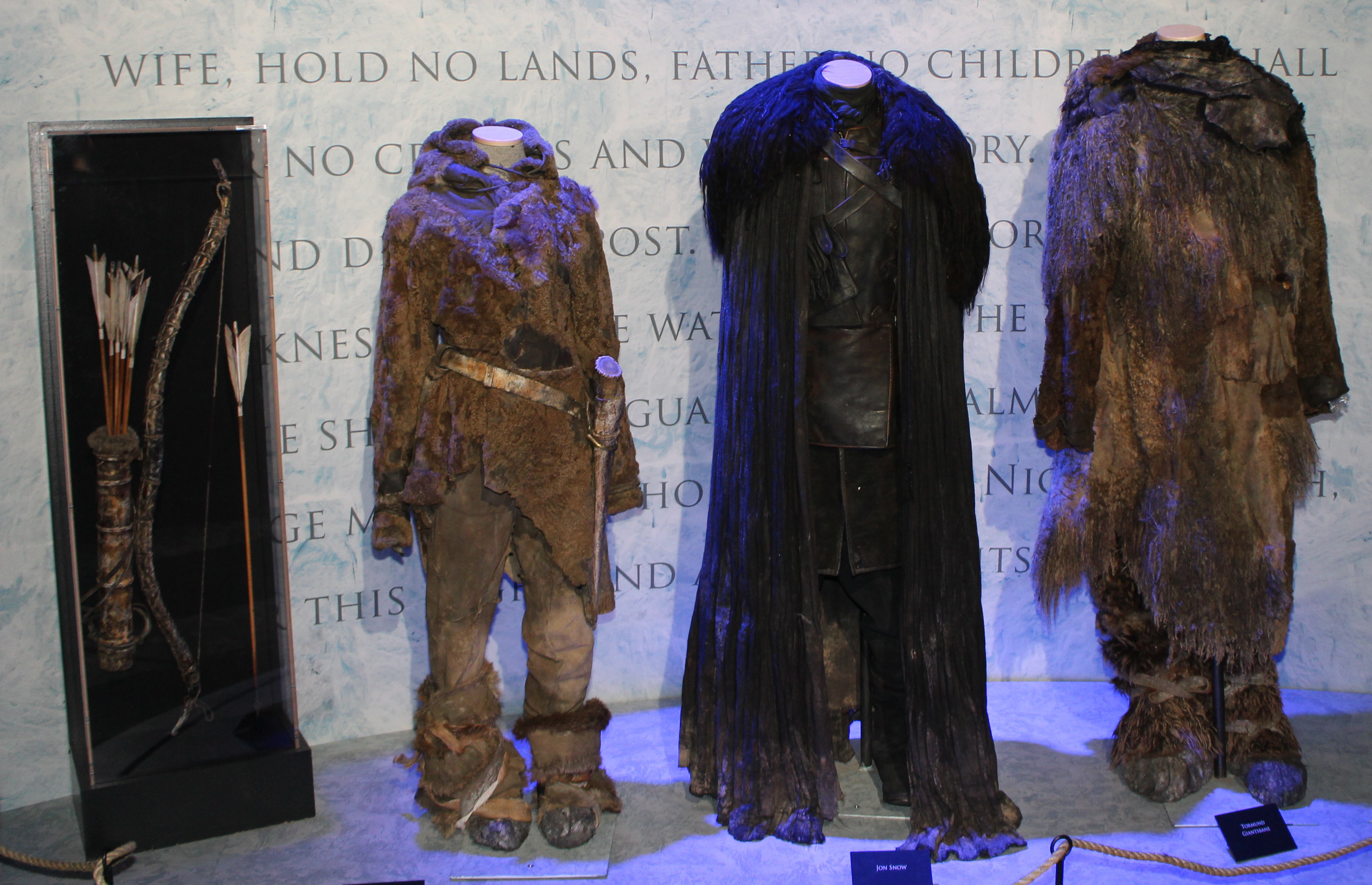
Ygritte, Havas Jon és Óriásvész Tormund jelmezei a sorozatban

Jon halála a közösségi oldalakon erős visszhangot váltott ki a rajongók körében és azonnal megjelentek azok az elméletek is, amelyek szerint a szereplő nem marad halott a sorozatban. Nate Jones (Vulture.com) véleménye szerint: „Könnyű belátni, hogy más szereplők halála mit is jelentett a sorozat kiterjedt narratívája szempontjából: Ned kivégzésével a Stark gyerekek egy olyan univerzumban szóródtak szét, melyben senki nem volt ott, hogy gondjukat viselje. Robb meggyilkolása pedig megadta az utolsó kegyelemdöfést azon reményeknek, melyek szerint a saga valaha is hagyományos »happy end«-del zárulhat. A történet elbeszélése szempontjából azonban mit érnének el, ha most véglegesen megszabadulnának Jontól?”
A szereplő visszatérésével kapcsolatban további spekulációkra adott okot, hogy 2015 júliusában Harington feltűnt Belfastban, a sorozat egyik elsődleges forgatási helyszínén, ahol a többi színész a hatodik évad forgatókönyvének áttekintését végezte. Joanna Robinson a Vanity Fair-től azonban rámutatott arra, hogy az előző évben Charles Dance is megjelent Belfastban, miután az általa megformált Tywin Lannister meghalt a sorozatban, a színész azonban csak a szereplő holttestét alakította. 2015. szeptember 25-én újabb fotó jelent meg Haringtontól, amelyen az Éjjeli Őrségétől eltérő jelmezben látható. A Trónok harca 6. évadjának egy 2015 novemberében megjelent promóciós plakátján Jon szerepel, véres arccal. A hatodik évad második epizódjában (Otthon), melyet 2016 májusában sugároztak, Melisandre, a Vörös Papnő feltámasztja Jont. Az Entertainment Weekly interjújában Harington bocsánatot kért rajongóitól, amiért korábban nem mondott igazat:

„„Bocsánat! Szeretnék mindenkitől bocsánatot kérni! Örömteli dolog, hogy ilyen sok ember ennyire mérges lett attól, hogy Jon meghalt. A legnagyobb félelmem ugyanis pont az volt, hogy az embereket nem fogja érdekelni a halála, vagy csak elintézik annyival a dolgot, hogy oké, most már Havas Jon is halott. De úgy látszik, a nézőket ez a jelenet olyasfajta szomorúsággal töltötte el, mint korábban a Vörös Nász. Ez pedig azt jelenti, hogy – vagy az HBO vagy én – valamit jól csinálunk.””

### A szereplő története a sorozatban

#### Első évad
A Trónok harcához hasonlóan Jon Ned Stark fattyaként csatlakozik az Éjjeli Őrséghez. A Falhoz érve megtapasztalja, hogy az Őrség már csak árnyéka önmagának, előítéleteit félretéve összebarátkozik több – nagyrészt nem nemesi származású és bűnöző múlttal rendelkező – társával (valamint a nemes Sammel is) és csalódottan veszi tudomásul, hogy felderítő helyett Jeor Mormont parancsnok intézőjévé választják. Jon megmenti Mormontot egy élőhalottól, hálából megkapja a Mormont-ház ősi kardját, Hosszúkarmot. Apja kivégzése után Jonnak döntenie kell az esküje, valamint a családja között, de végül kötelességtudóan az Őrséget választja.

#### Második évad
A Királyok csatáját feldolgozó évadban Jon egy felderítőcsapat tagja lesz, melyet Félkezű Qhorin vezet. Amikor a csapaton vadak ütnek rajta (köztük Ygritte), Qhorin azt parancsolja Jonnak, hogy nyerje el a vadak bizalmát és tegyen úgy, mintha esküszegő lenne. Qhorin megrendez egy párviadalt, melyben hagyja, hogy Jon megölje őt, így a fiú bizonyíthatja árulását és találkozhat a vadak királyával, Mance-szel.

#### Harmadik évad
Az évadban a Varjak lakomáját követő cselekmény során Jon bizonyította hűségét Mance-nek és együtt utazik a vadakkal. Az utazás során beleszeret Ygritte-be. Jon nem hajlandó megölni egy farmert, aki szemtanújává válik a vadak Westerosba érkezésének, ezért korábbi társai rátámadnak, de Jon (akire Ygritte több nyílvesszőt belelő) súlyosan megsebesülve elmenekül. A Fekete Várba visszaérve Jon figyelmezteti az Éjjeli Őrséget a vadak közelgő támadására.

#### Negyedik évad
Jon expedíciót vezet Craster erődjébe, hogy végezzen az Éjjeli Őrség zendülő tagjaival (akik veszélyt jelenthetnek az Őrségre, ha Mance fogságba ejti és kivallatja őket a Fal gyenge pontjaival kapcsolatban). A csapat tagja Locke is, aki valójában Roose Bolton embere és a Boltonok Jon megölésére küldték a Falhoz. Jon megtámadja az erődöt és végez a lázadókkal (mialatt Locke-ot a szintén az erődben fogságban tartott Bran öli meg, Hodor testét irányítva). Ezután a vadak megtámadják a Fekete Várat, de az Őrség sikeresen visszaveri őket (a harcban Ygritte is életét veszti). Jont tárgyalni küldik Mance-hez (valójában a megölésére adnak neki parancsot), de váratlanul megjelenik Stannis Baratheon a seregével és fennhatósága alá veszi a Falat.

#### Ötödik évad
Stannis közvetítőként bízza meg Jont a Mance-szel történő tárgyalásához, mely során a saját seregébe akarja a vadakat besorozni. Mance nem hajlandó térdet hajtani Stannis előtt, ezért a vadak királyát kivégzik. Stannis felajánlja Jonnak, hogy Starkként törvényesíti és Deres urává teszi őt, ha cserébe támogatja trónszerző törekvéseit. Jont egyetlen szavazat különbséggel az Őrség parancsnokává választják, Alliser Thorne-nal szemben. Az újdonsült parancsnok azt tervezi, hogy letelepíti a vadakat Westerosban, amivel magára haragítja az Őrség egy csoportját, melyet a vadakat a szíve legmélyéből gyűlölő Thorne vezet. Jon a Faltól északra fekvő Rideghonba utazik, hogy megszerezze az ott élő vadak támogatását. Tárgyalás közben azonban a Mások és az általuk irányított élőhalottak rajtuk ütnek és Jonék csak súlyos veszteségek árán tudnak elmenekülni. A Fekete Várba történő visszatérése után nem sokkal Thorne és emberei halálra késelik Jont.

#### Hatodik évad
Jon holttestét a rémfarkasa, Szellem, a hozzá hűséges testvérei és Davos védelmezi egy elbarikádozott szobában Thorne és embereivel szemben. Davos bátorítására Melisandre egy rituáléval megpróbálja feltámasztani Jont, aki kis idő múlva visszatér az élők sorába. Merénylői (köztük Thorne és Ollie) kivégzése után Jon Bánatos Eddet nevezi ki parancsnoknak és Fekete Vár elhagyására készül. A Boltonok elől menekülő féltestvére, Sansa Stark a Falhoz érkezik és Jon segítségét kéri a Boltonok legyőzéséhez, aki hezitálva fogadja a kérést. Sansa férje, Ramsay Bolton fenyegető levelet küld Jonnak, melyben Sansa visszatérését követeli, továbbá tudatja Jonnal, hogy másik féltestvére, Rickon Stark a Boltonok fogságában van. Jon, Sansa, Tormund és Brienne sereget kezd toborozni, hogy visszafoglalják Derest. Habár a vadakkal együtt is súlyos emberhátrányban vannak, és csak kevés támogatót tudnak szerezni, Jon mégis Dereshez vonul seregével. Ramsay a csatatéren meggyilkolja Rickont, a harcban pedig Jon seregét majdnem teljesen felőrlik, amikor a Völgy lovagjai Petyr Baelish vezetésével (akihez korábban Sansa fordult segítségért) megjelennek és lemészárolják a Boltonok seregét. Az évad záróepizódjában Bran Starknak látomása támad, melyből kiderül, hogy Jon valójában Ned húgának, Lyanna Starknak és Rhaegar Targaryennek a gyermeke. Eközben Deresben Jont Észak lordjai királyukká kiáltják ki.

#### Hetedik évad
Észak királyaként Jonnak nehéz döntéseket kell meghoznia, melyek miatt sokszor nézeteltérésekbe keveredik alattvalóival, köztük Sansával is. Cersei és Daenerys is magához hívatja Jont, hogy hűségesküt tegyen nekik a közelgő háborúban. Jon úgy dönt, Sárkánykőre utazik Daeneryshez és Tyrionhoz (ahol a Mások ellen hatékony fegyverekhez szükséges sárkányüveg is megtalálható), habár döntése ismét heves tiltakozást vált ki. Jon nem hajlandó hűségesküt tenni a Sárkánykirálynő előtt, ehelyett segítségét kéri a Mások és a holtak serege elleni harcban.
Az egyik sárkány, Drogon – a sárkányok szokásaitól nagyon eltérő módon – megengedi Jonnak, hogy megérintse és megsimogassa őt, ami megdöbbenti Daeneryst. Jon egy kisebb csapattal Északra utazik, a Falon túlra, hogy foglyul ejtsen egy élőhalottat és bebizonyítsa a holtak seregének létezését és a közelgő fenyegetés tényét Királyvár és egész Westeros számára. A terv sikerrel jár, de nagy áldozatokat követel: az élőholtak csapdájába esett csapat megmentésére érkező Daenerys egyik sárkányát a Mások megölik és Jon is kis híján életét veszti a küldetésben. Benjen nagybátyja önfeláldozásának köszönhetően Jon életben marad, de kritikus állapotban tér vissza a Falhoz. A sárkányát gyászoló Daenerys megfogadja, hogy segít felvenni a harcot a Mások ellen, Jon pedig Észak Királyaként hajlandó hűséget fogadni a királynőnek. Miután meggyőzik Cerseit a holtak seregének létezéséről, Jon és Daenerys egymásba szeret és a Deres felé utazásuk közben szeretkeznek egymással. Bran felfedi Sam előtt az igazságot Jon származásáról (vagyis hogy Jon szülei Rhaegar és Lyanna voltak). Sam pedig megosztja vele, amit Óvárosban megtudott, azaz hogy Jon törvényes házasságban fogant: ezáltal az Aegon Targaryen néven született Jon a Vastrón jogos örököse.

#### Nyolcadik évad
Jon visszatér Deresbe, találkozik Brannel, valamint Aryával és értesül a Fal leomlásáról. Bár az északiak készülődni kezdnek a holtak elleni csatára, Sansa és sok más nemes dühös, amiért Jon térdet hajtott Daenerys előtt. Jon és Daenerys kapcsolata tovább erősödik, amikor Jon sikeresen meglovagolja a Rhaegal nevű sárkányt. Samwell, aki a Fellegvárból visszatért Deresbe, elárulja Jonnak az igazságot annak szüleiről. Jon a Starkok kriptájában az őt szkeptikusan hallgató Daenerysnek is elmeséli a történetet. Beszélgetésüket megzavarja a Másoknak és a holtak seregének érkezése. A támadókat Jon és Daenerys sárkánytűzzel igyekszik visszaszorítani, de szembetalálják magukat az élőhalott Viserionnal. Jon gyalogszerrel igyekszik az Éjkirály után, azonban a feltámadó élőholtak keresztezik az útját. Mielőtt eljuthatna az Istenerdőbe, hogy megvédje az Éjkirályt odacsalogató Brant, ismét Viserionnal kell szembenéznie. Arya eközben végez az Éjkirállyal, elpusztítva ezzel a holtak teljes seregét, köztük Viseriont is.
A hatalmas csata után Jon tudatja Sansával és Aryával valódi származását. A hír, miszerint ő a Vastrón jogos örököse, gyorsan elterjed, de Jon továbbra is Daeneryst ismeri el királynőnek Sansa és mások akarata ellenére. Hamarosan Daenerys oldalán indul megostromolni Királyvárat. Az ütközetben egyértelműen ők kerekednek felül (hála az utolsó sárkánynak, Drogonnak), a város lakosai meg is adják magukat. A bosszúszomjas és megbomló elméjű Daenerys azonban ígérete ellenére folytatja a főváros megsemmisítését és a vérontást, a civil lakosságot sem kímélve. Jon elkeseredetten szemléli ezt, és próbálja meggyőzni katonáit, hogy hagyják abba az ártatlanok öldöklését, de sikertelenül. Csak akkor sikerül visszavonulót fújnia, amikor már egész Királyvár lángokban hever.
A mészárlást követően Jon meglátogatja a bebörtönzött Tyriont, aki szerint Jon kezében van Westeros sorsa és végeznie kell a kiszámíthatatlanná vált Daenerysszel. Jon a Vastrón előtt talál rá Daenerysre és szembesülve azzal, hogy Tyrionnak igaza volt, tőrt döf a nő szívébe. Drogon a történéseket látva nem végez Jonnal, hanem megolvasztja a Vastrónt és Daenerys holttestét magához véve elrepül. Jont tettéért a Makulátlanok börtönbe vetik. Az újonnan megválasztott uralkodó, Bran biztosítja Észak függetlenségét és kompromisszumként a Falra száműzi Jont (akinek valódi identitása rejtve maradt Westeros urai előtt). Utolsó jelenetében Jon rémfarkasával, Szellemmel, valamint Tormunddal és a Vadakkal együtt a Faltól északra utazik.

### Díjak és elismerések
| Év   | Díj                                        | Kategória                                   | Eredmény |
| ---- | ------------------------------------------ | ------------------------------------------- | -------- |
| 2011 | Scream Award                               | Legjobb szereplőgárda                       | Jelölve  |
| 2011 | IGN Award                                  | Legjobb televíziós hős                      | Jelölve  |
| 2012 | Szaturnusz-díj                             | Legjobb televíziós férfi mellékszereplő     | Jelölve  |
| 2012 | Screen Actors Guild-díj                    | Legjobb szereplőgárda (drámasorozat)        | Jelölve  |
| 2012 | Golden Nymph Award                         | Kiemelkedő színész drámasorozatban          | Jelölve  |
| 2013 | Young Hollywood Awards                     | Az év színésze                              | Elnyerte |
| 2014 | Screen Actors Guild-díj                    | Legjobb szereplőgárda (drámasorozat)        | Jelölve  |
| 2015 | Screen Actors Guild-díj                    | Legjobb szereplőgárda (drámasorozat)        | Jelölve  |
| 2015 | Empire Award                               | Empire Hero Award (szereplőgárda)           | Elnyerte |
| 2015 | Online Film & Television Association Award | Legjobb mellékszereplő drámasorozatban      | Jelölve  |
| 2016 | Szaturnusz-díj                             | Legjobb televíziós férfi mellékszereplő     | Jelölve  |
| 2016 | Screen Actors Guild-díj                    | Legjobb szereplőgárda (drámasorozat)        | Jelölve  |
| 2016 | Primetime Emmy-díj                         | Legjobb férfi mellékszereplő (drámasorozat) | Jelölve  |

## Fordítás
- Ez a szócikk részben vagy egészben  a   Jon Snow (character) című angol Wikipédia-szócikk fordításán alapul.  Az eredeti cikk szerkesztőit annak laptörténete sorolja fel. Ez a jelzés csupán a megfogalmazás eredetét és a szerzői jogokat jelzi, nem szolgál a cikkben szereplő információk forrásmegjelöléseként.